# Зелен-клен
«Зелен-клен» — українська естрадна пісня, написана поетом Юрієм Рибчинським та композитором Ігорем Покладом.
Випущена в 1971 на платівці фірми грамзапису Мелодія Д-00030961, в форматі Vinyl, 7", 33 ⅓ RPM

## Виконавці
Виконувалась дуетом Надії Пащенко та Ніни Злобіної у супроводі ВІА «Мрія», а також переспівана Оксаною Пекун (альбом «Відлітаю, прощай»), Тіною Кароль, Самая-Т.